# Kanton Mayenne-Est
Mayenne-Est is een voormalig kanton van het Franse departement Mayenne. Het kanton maakte deel uit van het arrondissement Mayenne. Het werd opgeheven bij decreet van 21  februari 2014 met uitwerking op 22 maart 2015. Alle gemeenten werden opgenomen in het nieuwe kanton Mayenne.

## Gemeenten
Het kanton Mayenne-Est omvatte de volgende gemeenten:
- Aron
- La Bazoge-Montpinçon
- La Bazouge-des-Alleux
- Belgeard
- Commer
- Grazay
- Marcillé-la-Ville
- Martigné-sur-Mayenne
- Mayenne (deels, hoofdplaats)
- Moulay
- Sacé
- Saint-Fraimbault-de-Prières